# Zgniły Lasek
Zgniły Lasek – część wsi Tuczna w Polsce, położona w województwie lubelskim, w powiecie bialskim, w gminie Tuczna.
W latach 1975–1998 Zgniły Lasek należał administracyjnie do województwa bialskopodlaskiego.
Na tuczeńskiej  kolonii Zgniły Lasek (Tuczna 261) znajduje się dom wójta gm. Tuczna skąd 27.X.1945 r. ukraińscy partyzanci udali się do stojącego za lasem domu W. Lipki (Tuczna 260) gdzie podpisano porozumienie WiN - UPA o współpracy w walce z bezpieką. Spotkanie zorganizował por.C Wierzchowski a  porozumienie podpisał były d-ca 27 Wołyńskiej.Dyw. AK mjr.J. Szatowski "Zagończyk"," Dziryt".